# Бой у высоты 3234
Бой у высоты 3234 — оборонительный бой 9-й парашютно-десантной роты советского 345-го гвардейского отдельного парашютно-десантного полка за господствующую высоту 3234, расположенную над дорогой в г. Хост, в зоне афгано-пакистанской границы во время Афганской войны.

## История
В конце 1987 года в тяжёлую обстановку попадает гарнизон правительственных войск ДРА и местное население в блокированном афганскими моджахедами приграничном городе Хост, провинции Хост. Фактически противник планировал полное отторжение округа Хост.
Данная ситуация сложилась после ухода советских войск из округа Хост весной 1986 года, когда после крупной войсковой операции была уничтожена база афганских моджахедов Джавара.
После ухода советских войск, правительственные войска не смогли противостоять натиску противника и были заблокированы в самом городе Хост, потеряв контроль над дорогой, которая связывала его с Гардезом. Командование 40-й Армии принимает решение поддержать заблокированный по суше город авиационными поставками продовольствия и боеприпасов.
Руководством ВС СССР предпринимается крупная войсковая операция «Магистраль», главной задачей которой являлось деблокирование города Хост и доставка автомобильными колоннами продовольствия, топлива и боеприпасов для осаждённого гарнизона.
К участию в операции был привлечён 1-й и 3-й парашютно-десантный батальон 345-го отдельного гвардейского парашютно-десантного полка (далее по тексту — 345-й опдп). Для обеспечения безопасности автоколонны от обстрелов противников, на дальних подступах к автомобильной дороге, соединяющей города Гардез — Хост, на всех господствующих высотах, прилегающих к дороге, было выставлено временное сторожевое охранение. 3-му парашютно-десантному батальону (далее по тексту — 3-й пдб) предстояло оборонять дорогу с южной стороны, где находился укрепрайон противника под названием Срана. 3-й пдб действовал в непосредственной близости от афгано-пакистанской границы. Из состава батальона для осуществления боевых действий в пешем порядке в высокогорье были выделены только 2 из 3 штатных рот батальона (8-я и 9-я парашютно-десантные роты) общей численностью 85—90 человек. Боевой задачей батальону был поставлен захват нескольких высот, прилегающих к дороге Гардез—Хост, с которых противник корректировал огонь своей артиллерии по группировке советских войск. 8-й роте был поручен захват трёх высот. 9-й роте был поручен захват 2 безымянных высот, отмеченных на картах как 3234 и 3228, с которых дорога просматривалась на участке 20—30 километров.
27 декабря разведывательный взвод 3-го пдб под огневой поддержкой 9-й парашютно-десантной роты (далее по тексту 9-я пдр) захватил высоту 3228. Последовавший следом штурм высоты 3234 закончился неудачно. К ночи с 27 на 28 декабря, после артиллерийской подготовки, высота 3234 была взята при втором штурме. В итоге дорога Гардез—Хост оказалась под полным контролем советских войск и афганских правительственных войск. Командир 345-го опдп Востротин утвердил решение командира 3-го пдб майора Ивоника сосредоточить все 3 взвода 9-й пдр на высоте 3234, находящейся на 7-8 километров юго-западнее среднего участка дороги, как тактически более значимой.
9-я пдр находилась под командованием старшего лейтенанта Сергея Ткачёва, занимавшего должность заместителя командира роты. На высоте были произведены необходимые инженерные работы с обустройством сооружений для защиты личного состава и огневых позиций, а также установка минного поля с южной стороны. Рота была усилена расчётом крупнокалиберного пулемёта. Фактически в обороне данной высоты было задействовано только 40 % от личного состава роты — 39 человек. Дополнительно в состав роты был откомандирован в качестве артиллерийского корректировщика старший лейтенант Иван Бабенко — командир взвода управления 2-й гаубичной артиллерийской батареи артиллерийского дивизиона 345-го опдп.
30 декабря 1987 года началось продвижение первых автомобильных колонн снабжения.

## Бой
7 января 1988 года после артиллерийского обстрела афганские моджахеды предприняли атаку на высоту 3234 с целью сбить сторожевое охранение с господствующей высоты и открыть себе доступ к дороге Гардез-Хост. Одновременно моджахеды организовали наступление на позиции 1-го парашютно-десантного батальона 345-го опдп, в связи с чем командование полка не смогло определиться с тем, какое из направлений удара противник выберет главным.
В 15:30 начинается обстрел высоты противником из безоткатных орудий, миномётов, стрелкового оружия, гранатомётов. Также было выпущено несколько десятков реактивных снарядов.
Противник, используя террасы и скрытые подступы, подошёл, незамеченный наблюдателями, на расстояние до 200 метров к позициям 9-й пдр.
В 16:30 с наступлением сумерек, под прикрытием массированного огня, моджахеды пошли в атаку с двух направлений. Спустя 50 минут атака была отбита: 10-15 моджахедов убиты, около 30 ранены. Ближе 60 метров к основным позициям моджахеды подойти не смогли. Во время атаки погиб младший сержант Вячеслав Александров — командир расчёта крупнокалиберного пулемёта «Утёс». Пулемёт был выведен из строя.
17:35. Началась вторая атака, которая велась на участке позиции, ослабленном в связи с потерей крупнокалиберного пулемёта. Артиллерийский корректировщик Иван Бабенко под конец атаки запросил поддержку артиллерии (кроме полковой артиллерии 3-му пдб была выделена в усиление артиллерия от мотострелкового соединения).
19:10. Началась третья атака. Под прикрытием массированного огня из пулемётов и гранатомётов мятежники, не считаясь с потерями, шли в полный рост. Атака была отбита.
23:10. Началась четвёртая, одна из самых ожесточённых атак на высоту. Используя мёртвые пространства, под плотным огнём моджахеды подошли к склонам высоты с трёх направлений, в том числе через минное поле. На западном направлении моджахедам удалось приблизиться на расстояние 50 метров, а на отдельных участках — на бросок гранаты.
С восьми вечера до трёх ночи всего было девять атак.
3:00. Последняя атака, двенадцатая по счёту, была наиболее критической по складывавшейся обстановке. Противнику удалось приблизиться к позициям на 50, а на отдельных участках — на 10-15 метров. К этому моменту у защитников фактически закончились боеприпасы. Офицеры были готовы вызвать огонь артиллерии на себя.
Командир полка утверждает решение командира 3-го пдб об отправке на высоту 3234 разведывательного взвода и 2 взводов 8-й парашютно-десантной роты с целью усилить понёсшую потери 9-ю пдр и отстоять высоту. Вопрос об оставлении высоты 3234 не ставился ввиду невозможности эвакуации раненых и убитых.
В критический момент к позиции 9-й пдр с боем пробился разведывательный взвод 3-го парашютно-десантного батальона в количестве 12 человек, под командованием старшего лейтенанта Алексея Смирнова, который доставил боеприпасы. Для этого разведывательному взводу пришлось совершить переход в 3 километра по горам в условиях полной темноты. Это позволило перейти в контратаку и окончательно решило исход боя. Моджахеды, оценив изменившийся расклад сил, прекратили атаку и, забрав раненых и убитых, начали отступление.
В отражении атак большую роль сыграла артиллерия, в частности три гаубицы Д-30А и три самоходные установки «Акация», которые произвели около 600 выстрелов. Корректировщик, старший лейтенант Бабенко Иван, в критические моменты вызывал огонь орудий вплотную к своим позициям.
За ходом боя на отдалённой высоте пристально следило командование, включая командующего 40-й армией генерал-лейтенанта Бориса Громова, которому систематически докладывал обстановку командир 345-го опдп гвардии подполковник Валерий Востротин. Для обеспечения устойчивой связи с 9-й пдр был направлен самолёт-ретранслятор, который постоянно барражировал над районом боевых действий.

## Итоги боя
В результате двенадцатичасового боя захватить высоту противнику не удалось. Понеся потери, достоверных данных о численности которых нет, моджахеды отступили.
В 9-й роте погибло 6 военнослужащих, 28 получили ранения, из них 9 тяжёлые.
Младший сержант В. А. Александров и рядовой А. А. Мельников посмертно удостоены звания Героя Советского Союза.
Артиллерия моджахедов действовала в основном с территории Пакистана.
Также по показаниям командира 3-го пдб для переброски резервов и эвакуации раненых противник использовал вертолёты, в связи с чем командир 345-го опдп для противодействия вертолётам противника выделил батальону зенитно-ракетный расчёт ПЗРК.

## Оценка численности противника
В разных источниках численность моджахедов разнится от 200 до 400 человек.
Подразделение, атаковавшее высоту 3234, по воспоминаниям участников боя было одето в чёрную униформу с прямоугольными чёрно-жёлто-красными нашивками на рукавах, что говорило о принадлежности к отряду Чёрный аист.
По мнению некоторых очевидцев, в бою на высоте 3234 участвовали бойцы пакистанского полка коммандос «Чинхатвал».

## В массовой культуре
Сражению у высоты 3234 посвящены:
- художественный фильм 2005 года «9 рота» (реж. Фёдор Бондарчук)
- компьютерные игры «Правда о девятой роте» (2008) и «9 рота» (2008)
- песня «Hill 3234» в тематическом альбоме The Last Stand, посвящённом военной истории, шведской пауэр-метал группы «Sabaton», релиз которого состоялся 19 августа 2016 года.
- песня «Высота 3234» группы «Отзвуки Нейтрона» являющаяся, фактически, переводом песни «Hill 3234» группы «Sabaton».
- песня «9 рота» группы Кукрыниксы из альбома Столкновение посвящена событиям.
- песня "Приказ-Вперед!", автор слов и музыки, исполнитель - поэт, прозаик Александр Белик.
- песня «3234» группы «ВИДЕО», посвященная этому подвигу.